# Louis Pennisseaut
Louis Pennisseaut, né à Poitiers le 20 mars 1724 et mort le 12 septembre 1771, est un négociant et un munitionnaire français, actif au Canada à partir de 1747.

## Biographie
Louis Pennisseaut (on trouve aussi les graphies : Pénissault, Penisseau, Pennisseault), est le fils de Charles Penissault, avocat au présidial de Poitiers, et de Catherine Bry. Établi au Canada vers 1747, il développe ses affaires à Québec et à Montréal.
Le 2 mars 1753, il épouse Marie-Marguerite Lemoine dit Monière, fille du marchand Jean-Alexis Lemoine dit Monière, qui lui cède une partie de ses droits commerciaux.
En 1754, Pennisseaut s'associe en 1754 à Gratien Drouilhet, receveur général des finances à Paris, et aux frères La Ferté, qui lui envoient des marchandises depuis la France. Il obtient également de son beau-père des droits de traite dans les Pays-d'en-Haut.
À la suite de la nomination de Joseph-Michel Cadet en tant que munitionnaire général des vivres en Nouvelle-France en 1756, Pennisseaut commence à s'intéresser au ravitaillement des troupes de la région de Montréal et des Pays-d'en-Haut. En association avec François Maurin, aide-munitionnaire général, il s'occupe de l'approvisionnement en blé, farine, lard, foin, attelages, bois de chauffage, planches, barils et tonneaux, avirons, perches et casse-tête jusqu'en 1759. Le monopole de la Grande Société du Canada s'étend rapidement à l'ensemble de la colonie ; Maurin et Pennisseaut s'associent à Joseph-Michel Cadet début 1757.
Son épouse devient la maîtresse de l'aide-major Péan puis du chevalier de Lévis. Selon Pennisseaut, Péan dirige les affaires de la Grande Société à Montréal, tandis que l'intendant François Bigot la dirige à Québec, comme auprès de Angélique des Méloizes, épouse de Michel-Jean-Hugues Péan.
Pennisseaut est arrêté pour fraude et emprisonné à la Bastille le 16 novembre 1761, à son retour en France. Le procès se déroule au Châtelet, avec ses coaccusés de l'Affaire du Canada. Le 10 décembre 1763, avec François Maurin, ils sont reconnus coupables et condamnés au bannissement de Paris, à payer une amende et à restituer la somme de 600 000 livres. Sa femme poursuit les affaires Pennisseaut et réussit à obtenir les bonnes grâces du duc de Choiseul, qui, en juillet 1764, sollicite la libération de Pennisseaut, à laquelle le roi consent.
En novembre 1769, il obtient des lettres de réhabilitation le déchargeant de l'amende et de sa peine de bannissement. 
Il meurt en 1771 ; sa veuve se remarie avec le marquis de Fresnoy, puis avec un M. de Fontanille.